# Calle de la Almuzara
La calle de la Almuzara es una vía pública de la ciudad española de Segovia.

## Descripción
La vía, que nace de la calle de la Refitolería y llega hasta la plaza de la Merced, tiene cruce con la calle de la Judería Nueva. En el primer cuarto del siglo XX, Mariano Sáez y Romero contaba de ella lo siguiente:

Va desde la calle de la Refitolería a la plazuela de Alfonso XII. Está cruzada por la calle de la Judería Nueva, y proviene su nombre de un molino de aceite o almuzara, designación árabe con que eran conocidos estos molinos en tiempos de los judíos, cuando secuaces de esta raza poblaban las calles cercanas a esta vía, pues allí estaba la sinagoga menor y las casa de sus principales sectarios. La sinagoga fué derruída cuando se levantó el convento de la Merced en lo que es hoy plazuela de Alfonso XII.
(Sáez y Romero, 1918, p. 7)